# Осова (Дубровицкий район)
Осова (укр. Осова) — село, центр Осовского сельского совета Дубровицкого района Ровненской области Украины.
Население по переписи 2001 года составляло 1125 человек. Почтовый индекс — 34153. Телефонный код — 3658. Код КОАТУУ — 5621885901.

## Местный совет
34153, Ровненская обл., Дубровицкий р-н, с. Осова, ул. Независимости, 55.